# Castelo Cadzow

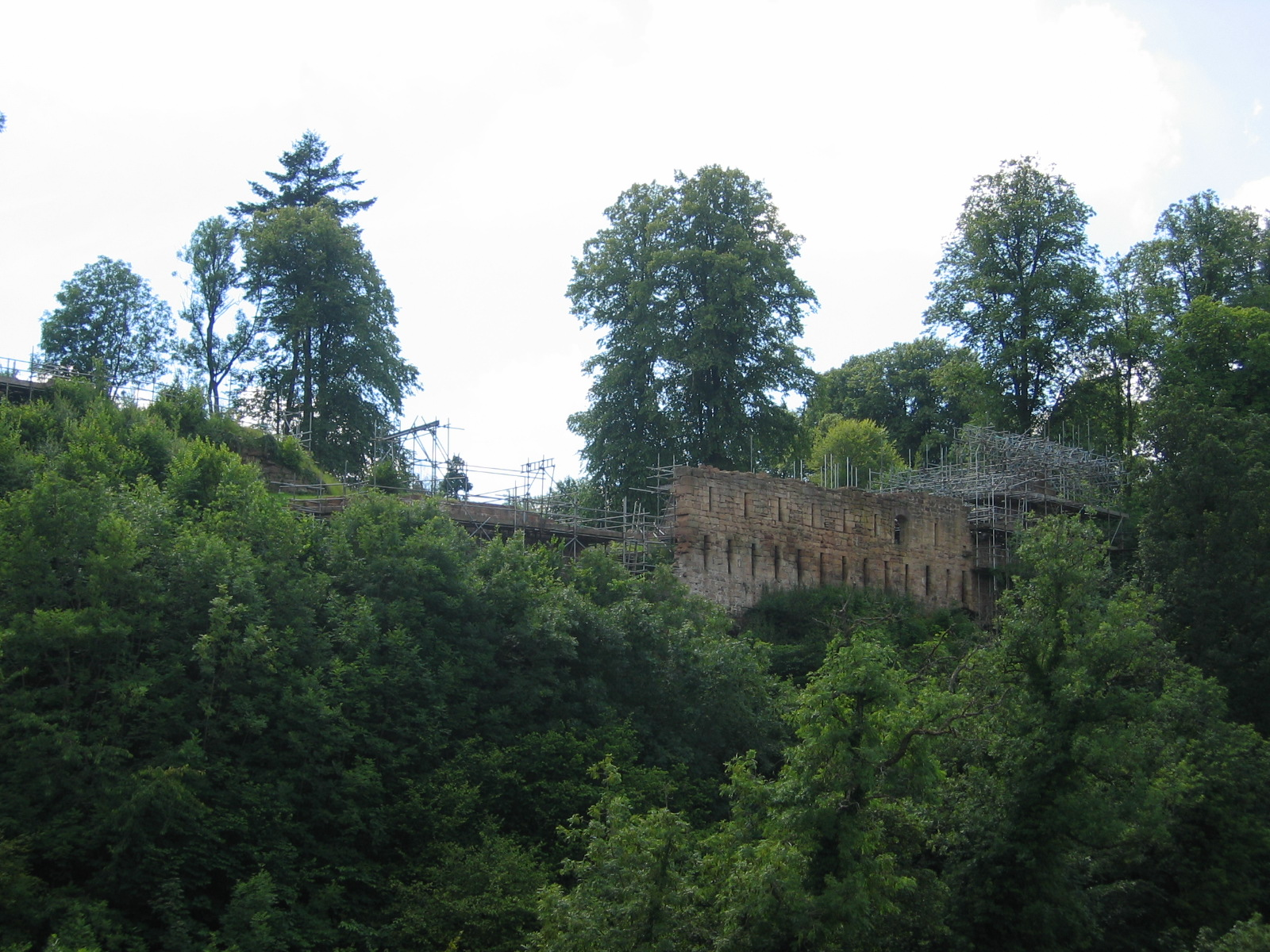
Castelo Cadzow, Escócia.

O Castelo Cadzow (em inglês:  Cadzow Castle) é um castelo agora em ruínas localizado em Hamilton, South Lanarkshire, Escócia.
Encontra-se classificado na categoria "B" do "listed building" desde 12 de janeiro de 1971.